# Haboku
Le haboku (破墨) et le hatsuboku (溌墨) sont des techniques utilisées dans le suiboku (lavis à l'encre) qui aboutissent à une simplification abstraite des formes, alliée à la liberté du coup de pinceau tel qu'on le voit dans les peintures de paysages. Les deux termes sont souvent pris l'un pour l'autre dans l'usage courant.
En règle générale, le haboku repose sur une superposition de couches de noir, de gris et de blanc créant ainsi un contraste distinct entre les couches. Le hatsuboku utilise des « éclaboussures » d'encre, sans laisser de contours clairs,.
Au Japon, ces deux techniques ont été mises au point et propagées[réf. souhaitée] par le peintre Sesshū Tōyō.
| |
| Haboku sansui, paysage de Sesshū utilisant le haboku, 1495 (Musée national de Tokyo). La végétation est représentée par des taches distinctes de différentes teintes allant du noir au gris clair et qui se superposent. |

| |
| Paysage de Sesso utilisant le hatsuboku (British Museum). Les montagnes sont représentées par de larges taches de nuances dégradées sans contraste distinct. |